# Броадбелл, Рашид
Рашид Броадбелл (англ. Rasheed Broadbell; род. 13 августа 2000, Кингстон) — ямайский легкоатлет, специализируется в беге с барьерами. Бронзовый призёр летних Олимпийских игр 2024 года, чемпион Игр Содружества 2022 года в беге на 110 метров с барьерами.

## Биография
Первый международный опыт выступлений на турнирах Рашид приобрел в 2019 году, когда выиграл золотую медаль в возрастной категории до 20 лет на Играх CARIFTA в Джорджтауне с результатом 13,26 сек.
На Играх Содружества 2022 года в Бирмингеме стал чемпионом в беге на 110 метров с барьерами.
В 2023 году Броадбелл стал чемпионом Ямайки в беге на 110 метров с барьерами.
На летних Олимпийских играх 2024 года в Париже стал бронзовым призёром в беге на 110 метров с барьерами, пробежав за 13,09 сек.

## Персональные результаты
| Дисциплина             | Время | Место  | Дата |
| ---------------------- | ----- | ------ | ---- |
| 110 метров с барьерами | 12,94 | Ямайка | 2023 |